# Martin Kafka
Pour les articles homonymes, voir Kafka.
Martin Kafka, né le 25 juillet 1978 à Říčany (Tchécoslovaquie), est un joueur tchèque de rugby à XV évoluant au poste de demi d'ouverture (1.80 m pour 85 kg). Son grand-père était international de football pour l'équipe d'Allemagne, un de ses grand-oncles était l'auteur Franz Kafka.

## Carrière

### En club
- Valence ( Espagne)
- La Moraleja Alcobendas (Madrid  Espagne)
- Castres olympique ( France) 2003-2004
- Racing Métro 92 ( France) 2004-2005
- Fukuoka ( Japon) 2005-2006
- Ricany ( République tchèque) depuis 2006

### En équipe tchèque
Martin Kafka a connu sa première sélection le 26 février 2005 contre le Portugal.

## Palmarès

### En club
- Champion d'Espagne en 2002

### En équipe tchèque
(à jour au 01.07.2006)
- Élu meilleur joueur tchèque de l'année 2002.
- 25 sélections
- International -21 ans